# Тектогенез
Тектогенез (складчатость) — совокупность тектонических движений и процессов, формирующих тектонические структуры земной коры. Термин «тектогенез» предложен немецким геологом Э. Харманом (1930).

## Эпохи тектогенеза (складчатости)
Разделение тектогенеза на эпохи было предложено[когда?] русскими геологами Н. В. Короновским и Н. А. Ясамановым:
Докембрийский (гуронский) тектогенез:
- белозерский (эоархей — середина палеоархея) (3500-3050 млн лет)
- кольский (саамский) (середина палеоархея — середина мезоархея) (3050-2700 млн лет)
- кенорский (беломорский) (середина мезоархея — неоархей) (2700—2500 млн лет)
- альгонкский (неоархей — сидерий) (2500—2230 млн лет)
- раннекарельский (сидерий — середина рясия) (2230—1980 млн лет)
- балтийский (середина рясия — орозирий) (1980—1830 млн лет);
- гудзонский (орозирий — статерий) (1830—1670 млн лет);
- карельский (гуронский) (статерий — калимий) (1670—1490 млн лет);
- лаксфордский (калимий — середина калимия) (1490—1360 млн лет);
- готский (кибарский) (середина калимия — эктазий) (1360—1210 млн лет);
- эльсонский (эктазий — середина эктазий) (1210—1090 млн лет);
- гренвильский (середина эктазий — середина стения) (1090—930 млн лет);
- ? (середина стения — кембрий) (930—860 млн лет);
- делийский (тоний — криогений) (860—650 млн лет);
- катангинский (раннебайкальский, кадомский) (криогений — кембрий) (650—520 млн лет);

Фанерозойский тектогенез:
- салаирский (позднебайкальский) (кембрий — силур) (520—410 млн лет);
- каледонский (силур — пермь) (410—260 млн лет);
- герцинский (варисский) (пермь — конец юры) (260—145 млн лет);
- киммерийский (мезозойский) (конец юры — палеоцен) (145-60 млн лет);
- альпийский (палеоцен — кайнозой) (60-0 млн лет).